# À l'abordage (nouvelle)
Pour les articles homonymes, voir À l'abordage.
À l’abordage (titre original To Repel Boarders) est une nouvelle de Jack London publiée aux États-Unis en 1902.

## Historique
La nouvelle est publiée initialement dans le St. Nicholas Magazine (en) en juillet 1902, avant d'être reprise plus tard dans le recueil Courage hollandais en septembre 1922.

## Éditions

### Éditions en anglais
- To Repel Boarders, dans le périodique St. Nicholas Magazine (en), juillet 1902.
- To Repel Boarders, dans le recueil Dutch Courage and Other Stories, New York ,McClure, Phillips & Co., 1922

### Traductions en français
- À l’abordage, traduction de Louis Postif, in Les Pirates de San Francisco et autres histoires de la mer, recueil, 10/18, 1973.
- À l’abordage, traduction de Louis Postif, in Le Mouchoir jaune et autres histoires de pirates, recueil, Folio, 1981.
- À l’abordage, traduction de Louis Postif, in L’Évasion de la goélette, recueil, Gallimard, 2008.

## Sources
- Bibliographie intégrale sur www.jack-london.fr